# Nightline (US-amerikanische Fernsehsendung)
Nightline ist die Spätnachrichtensendung des US-amerikanischen Fernsehsenders ABC. Für gewöhnlich ist die seit 1979 ausgestrahlte Sendung 31 Minuten lang, und ABC strahlt sie wochentags nach Jimmy Kimmel Live! aus. Die Sendung konkurriert mit den Late-Night-Shows von Seth Meyers und James Corden. Neben der Ausstrahlung in den USA wird sie auch in Kanada, Japan und Australien im Fernsehen gesendet.

## Geschichte

### Iran-Krise (1979)
Die Sendung begann am 8. November 1979, vier Tage nach dem Beginn der Geiselnahme von Teheran. Der Präsident von ABC News, Roone Arledge, war der Meinung, dass man am besten mit der NBC-Sendung The Tonight Show Starring Johnny Carson konkurrieren könne, indem man die Amerikaner über die neuesten Nachrichten aus dem Iran informiert. Damals hieß die Sendung The Iran Crisis-America Held Hostage: Day "xxx", wobei xxx für die Anzahl der Tage stand, an denen die Iraner die Insassen der US-Botschaft in Teheran, Iran, als Geiseln festhielten. Zunächst moderierte der Hauptmoderator von World News Tonight, Frank Reynolds, die 20-minütigen Sonderberichte.
Kurz nach der Gründung der Sendung hörte Reynolds auf, sie zu moderieren. Ted Koppel, der damalige Korrespondent des Außenministeriums von ABC News, übernahm die Moderation. Ein paar Tage später kam ein Produzent auf die Idee, die Anzahl der Tage der Geiselnahme Amerikas anzuzeigen (z. B. Tag 15, Tag 50, Tag 150 usw.).

### Ted Koppel
Bis zum Ende der Geiselkrise 1981 (nach 444 Tagen) hatte sich die Sendung, die im Jahr zuvor in Nightline umbenannt worden war, im Programm von ABC etabliert und Koppel zu einer landesweiten Figur gemacht. ABC hatte den Titel "Nightline" zuvor für eine kurzlebige 1-Uhr-Talkshow mit Les Crane verwendet, die ab 1963 über den Hauptsender des Senders in New York City, WABC-TV, ausgestrahlt wurde.
Die Sendung wurde ursprünglich viermal wöchentlich (montags bis donnerstags) ausgestrahlt, bis 1982 die Sketch-Comedy-Sendung freitags nach Nightline auf Sendung ging. Zu diesem Zeitpunkt hatte sich die Nachrichtensendung auf 30 Minuten verlängert. Die Sendung war dort eine Mischung aus investigativem Journalismus und Interviews.

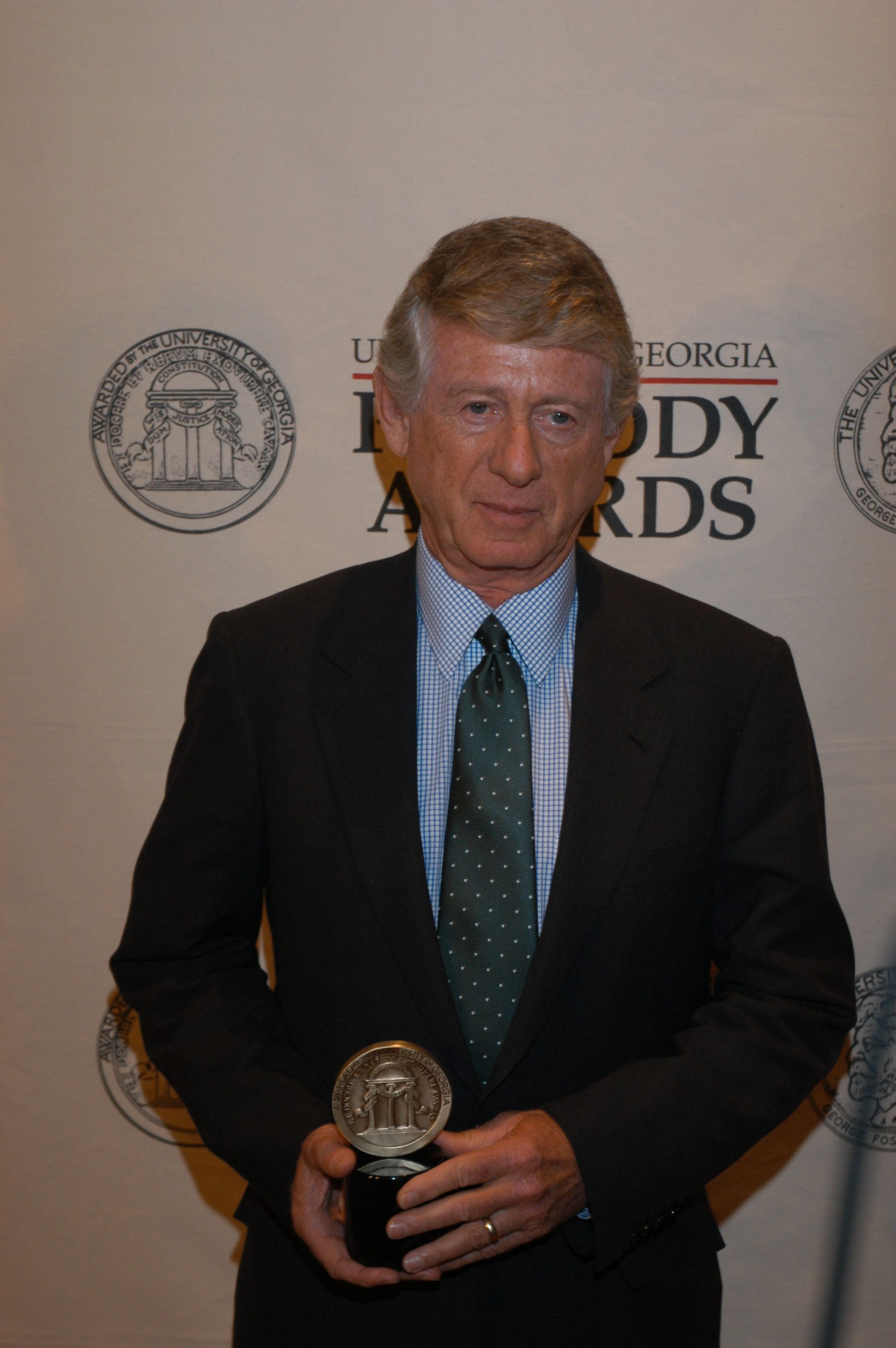
Ted Koppel, 2003

Das Format der Sendung bestand aus einer Einleitung des Moderators, einem aufgezeichneten Beitrag zum Thema des Abends und nach einer Werbepause aus einem Live-Interview zum Thema des Beitrags. 1983 versuchte ABC, das Format der Sendung zu ändern, um mehrere Themen zu präsentieren und die Sendung auf eine Stunde auszudehnen, im Gegensatz zur Konzentration auf ein einziges Thema in einer halben Stunde. Diese Änderung erwies sich als erfolglos, und nach einigen Monaten wurde das ursprüngliche Format der Sendung wiederhergestellt. Nach der Rückkehr zum ursprünglichen Format mit einer 31-minütigen Struktur blieb es bis zum Ende von Koppels Amtszeit unverändert; erst nach seinem Ausscheiden wurden am Konzept Änderungen vorgenommen.

Die Nightline Studios in Manhattan im Time Square

Die Sendung ist in den amerikanischen Medien einzigartig, da sie jeden Abend ausgestrahlt wird. Die meisten anderen vergleichbaren Sendungen werden nur einmal pro Woche ausgestrahlt, allerdings in der Regel zur Hauptsendezeit für eine ganze Stunde. Nightline ist in der Regel weniger sensationslüstern als die wöchentlichen Nachrichtenmagazine (die oft den Schwerpunkt auf weiche Nachrichten legen, Geschichten dieser Art – wie z. B. solche mit Bezug zur Popkultur – hat Nightline nach Koppels Ausscheiden in moderatem Umfang aufgenommen), obwohl die Sendung gelegentlich Kontroversen ausgelöst hat.
Im Jahr 1982 interviewte Koppel in der Sendung den Chef der Palästinensischen Befreiungsorganisation (PLO), Jassir Arafat, der zu verstehen gab, dass er die Bedingungen der USA für die Anerkennung der PLO nicht akzeptieren würde. 1984 wurde in der Sendung ein Interview mit dem Obersten Richter des Obersten Gerichtshofs, Warren Burger, ausgestrahlt, das seinen ersten Live-Fernsehauftritt markierte. Zu Ehren des 40. Jahrestages des D-Day 1984 strahlte Nightline eine Sonderausgabe aus, die über die Landung in der Normandie "berichtete", als hätte es damals schon moderne Fernsehnachrichten und Satellitenberichte gegeben. Im darauffolgenden Jahr, 1985, führte die Sendung ihre erste Fernübertragung aus Südafrika durch.
1986 wurden Interviews mit der ersten weiblichen Präsidentin der Philippinen, Corazon Aquino, und dem scheidenden Präsidenten Ferdinand Marcos ausgestrahlt, wobei letzterer versuchte, den extravaganten Lebensstil (einschließlich der umfangreichen Schuhsammlung) seiner Frau Imelda während der wirtschaftlichen Notlage des Landes zu verteidigen. 1987 sendete Nightline zum ersten Mal in der Sowjetunion. Im Jahr 1988 führte Nightline einen Sonderbericht aus Jerusalem aus.
Im März 2005 gab Ted Koppel bekannt, dass er die Sendung nach Ablauf seines Vertrags verlassen würde. Am 22. November 2005 zog sich Koppel nach 25 Jahren als Moderator von Nightline zurück und verließ ABC News nach 42 Jahren.

### Nach Koppel
Der britische Journalist und Produzent James Goldston wurde 2005 zum ausführenden Produzenten der Sendung ernannt. Er entschied sich dafür, das Format der bestehenden Sendung zu streichen und ersetzte Koppel am 28. November 2005 durch ein dreiköpfiges Moderatorenteam, bestehend aus Martin Bashir und Cynthia McFadden in den Times Square Studios in New York City und Terry Moran in Washington, D.C.
Zusammen mit den neuen Moderatoren begann Nightline, jeden Abend live zu senden und wechselte zu einem Mehrthemenformat (ähnlich dem Format, das während der kurzlebigen Ausweitung auf eine einstündige Sendung im Jahr 1983 versucht wurde, obwohl es auf eine halbstündige Sendezeit komprimiert wurde), das mehrere Geschichten in jeder Sendung abdeckt. Die Umstellung auf ein Format mit mehreren Themen wurde kritisiert, weil es schwieriger ist, sich auf ein Thema zu konzentrieren, wenn weniger Zeit dafür zur Verfügung steht, und weil sich die meisten Geschichten in der Sendung eher auf die Populärkultur als auf Nachrichtenereignisse zu konzentrieren scheinen. Die Einschaltquoten stiegen jedoch nach der Einführung des neuen Formats und übertrafen sogar die Late Show mit David Letterman in drei aufeinanderfolgenden Wochen im August 2006 und erneut im Jahr 2008.
Am 11. Juli 2006 trat Ted Koppel zum ersten Mal seit seinem Ausscheiden aus Nightline im November 2005 überraschend in der Sendung auf, um mit Co-Moderator Terry Moran über die Situation der Gefangenen im Gefangenenlager Guantanamo Bay zu sprechen und seine damals bevorstehende Serie für den Discovery Channel zu diskutieren.
Am 7. August 2006 stellte ABC die Vollzeitproduktion von Nightline am Times Square ein und verlagerte die Sendung in die ABC News-Zentrale am Lincoln Square, wobei hohe Produktionskosten und logistische Probleme angeführt wurden. Im Jahr 2009 kündigte Nightline an, dass ein Online-Programm in der Entwicklung sei, das von den Moderatoren der Sendung über X moderiert werden und die Zuschauer zur Diskussion auf der Website anregen sollte.
In der Fernsehsaison 2009–2010 übertraf die Serie knapp die Late Show mit David Letterman als die einschaltquotenstärkste Late-Night-Sendung in den USA in Bezug auf die Gesamtzuschauerzahl, unterstützt durch den Tonight-Show-Konflikt und bemerkenswerte Interviews mit Bill Clinton, Terry Jones und Sarah Palin.

### 2010er Jahre
Im August 2010 verließ Martin Bashir Nightline, um als Korrespondent bei NBC News zu arbeiten und eine Tagesnachrichten-/Interviewsendung auf MSNBC zu moderieren; er wurde anschließend durch Bill Weir ersetzt.
Am 20. Januar 2011 kündigte der Präsident von ABC News, Ben Sherwood, an, dass die Sendung Jimmy Kimmel Live! (für die Nightline seit ihrer Premiere im Januar 2003 als Vorspann diente) um fünf Minuten vorverlegt wird, wodurch die Laufzeit von Nightline von 31 auf 25 Minuten reduziert wird. Außerdem wurde angekündigt, dass ABC bis zu 13 Stunden Nachrichteninhalte zur Hauptsendezeit unter der Marke Nightline produzieren würde. In der Fernsehsaison 2011–2012 war Nightline erneut das meistgesehene Late-Night-Fernsehprogramm unter den großen Sendern.
Im Jahr 2011 verließ Goldston die Sendung als ausführender Produzent und wechselte zu Good Morning America.[20]
Am 21. August 2012 gab ABC bekannt, dass die Sendung ab dem 8. Januar 2013 den Sendeplatz mit Jimmy Kimmel Live! tauschen würde: Nightline wurde eine Stunde später auf 12:35 Uhr Eastern Time verschoben, während Kimmel auf den früheren Sendeplatz um 23:35 Uhr wechselte, um mit den anderen Late-Night-Talkshows The Tonight Show und Late Show with David Letterman konkurrieren zu können. Mit dem Umzug wurde auch die Sendezeit von Nightline auf 30 Minuten verlängert.
Im Zuge dieses Umzugs kündigte ABC auch an, dass es eine Erweiterung von Nightline um ein Nachrichtenmagazin zur Hauptsendezeit einführen würde, die ursprünglich für den 1. März 2013 geplant war; die Premiere dieser Sendung – später umbenannt in The Lookout, die sich hauptsächlich auf Verbraucherberichte konzentriert und von den Nightline-Mitarbeitern produziert wird – wurde später auf den 29. Mai 2013 verschoben und auf einem Mittwochs-Sendeplatz um 22:00 Uhr Eastern ausgestrahlt. Eine weitere Prime-Time-Version von Nightline, Nightline Prime, wurde am 15. März 2014 auf einem Samstag um 21:00 Uhr Eastern ausgestrahlt; in dieser Serie berichten Reporter mit kleinen Kameras aus dem Inneren der Sendung.
Im Oktober 2013 wurde der Wochenend-Co-Moderator von Good Morning America, Dan Harris, zum Co-Moderator von Nightline ernannt und ersetzte damit Bill Weir (der kürzlich ABC News verlassen hatte, um Korrespondent bei CNN zu werden). Im August 2014 verließ Cynthia McFadden Nightline und ABC News, um Korrespondentin bei NBC News zu werden, und wurde als Co-Moderatorin durch die bisherige ABC News-Korrespondentin (und häufige Mitarbeiterin der Sendung) Juju Chang ersetzt. Am 18. Dezember 2014 wurde bekannt gegeben, dass Dan Abrams nach der abendlichen Sendung als Moderator der Sendung zurücktreten würde (obwohl er als Korrespondent und Rechtsanalyst bei ABC News bleiben würde) und am folgenden Tag (19. Dezember) durch Byron Pitts ersetzt werden würde.

### 2020er Jahre
Ab dem 16. März 2020 berichtete Nightline ausführlich über die ersten Auswirkungen der COVID-19-Pandemie in den Vereinigten Staaten. Co-Moderator Pitts erklärte, dass sich die Sendung „stärker auf ihre Wurzeln besinnt“ und damit im Einklang damit steht, dass die Sendung selbst „als Reaktion auf eine Krise entstanden ist, indem sie Fakten, Zusammenhänge und, wenn möglich, Trost vermittelt hat, als unsere Nation mit den iranischen Geiseln zu tun hatte“. Außerdem wurde angekündigt, dass die Sendung vom 17. März bis zum 10. April vorübergehend auf ihren früheren Sendeplatz um 23:35 Uhr zurückkehren und Jimmy Kimmel Live! ersetzen würde (der bis zum 30. März mit Wiederholungen pausierte, als die Sendung mit von Kimmel zu Hause aus produzierten Originalfolgen zurückkehrte). Nightline war in dieser Woche das Late-Night-Programm mit den höchsten Einschaltquoten, sowohl in der Gesamtzahl als auch in den wichtigsten demografischen Zuschauergruppen.
Am 24. März 2020 feierte Nightline sein 40-jähriges Bestehen; Ted Koppel hatte einen Gastauftritt, in dem er über die Anfälligkeit seiner Frau für COVID-19 aufgrund einer chronisch obstruktiven Lungenerkrankung (COPD) sprach und meinte, dass „es in diesem Land mehr denn je an der Zeit ist, zu der Erkenntnis zu gelangen, dass wir vor allem zuverlässige, glaubwürdige Journalisten brauchen“.

## Personal

### Aktuelle Moderatoren
- Byron Pitts (2014–heute)
- Juju Chang (2014–heute)

### Ehemalige Moderatoren
- Ted Koppel (1980–2005)
- Chris Bury (2002–2005)
- Martin Bashir (2005–2010)
- Terry Moran (2005–2013)
- Cynthia McFadden (2005–2014)
- Bill Weir (2010–2013)
- Dan Abrams (2013–2014)
- Dan Harris (2013–2019)